# 門田修平

門田 修平（かどた しゅうへい、1955年 - ）は、日本の言語学者。関西学院大学法学部教授、関西学院大学大学院言語コミュニケーション文化研究科教授。博士（応用言語学）。専門分野は心理言語学、応用言語学、第二言語習得など。特に第二言語としての英語の知覚・処理そして記憶・学習の心的メカニズムについて研究しており、英語教育や言語学・英語学などの分野への応用を試みている。

## 人物
- 神戸市外国語大学英米学科卒業、同大学院修士課程（英語学専攻）修了。聖母被昇天学院女子短期大学英語科専任講師、龍谷大学経営学部専任講師、関西学院大学法学部助教授を歴任[3]。
- 学生時代に言語と人間、言語と社会などの問題に関して、言語社会学や文化人類学などの観点から関心を持っていた。
- 語法・文法研究（英語学）の訓練を受けたが、「その重箱の隅をつつくような微視的な研究態度について行けず、もっと人間臭さを求めて応用言語学（外国語教育研究）に転換[4]」。
- その後，言語教育への応用に際しては人の言語獲得・処理一般を研究することの必要性を感じ，心理言語学および音声学の研究を行っている。
- 心理言語学的な観点から著されたシャドーイングや音読の著書が多くあり、これらの学習法効果を科学的に裏づけ、一般に紹介している。
- 現在の主要研究テーマとして以下の三つを挙げている[5]。

1. 英語メンタルレキシコン（L2 Mental Lexicon）
2. 英語のリーディングプロセス（L2 Reading Process）
3. シャドーイング・音読と第二言語習得（Shadowing and Oral Reading in SLA）

## 主要著書および編纂書
- 英語リーディングの認知メカニズム（くろしお出版、2001年）
- 英語の書きことばと話しことばはいかに関係しているか：第二言語理解の認知メカニズム（くろしお出版、2002年）
- 応用言語学事典（研究社、2003年）
- 英語のメンタルレキシコン：語彙の獲得・処理・学習（松柏社、2003年）
- 決定版　英語シャドーイング（コスモピア、2004年）
- 決定版　英語エッセイライティング（コスモピア、2006年）
- 第二言語理解の認知メカニズム（くろしお出版、2006年）
- 日本人英語学習者の英単語親密度＜文字編＞（くろしお出版、2006年）
- 英語語彙指導ハンドブック (大修館書店、2006年)
- シャドーイングと音読の科学 （コスモピア、2007年）
- ことばと認知のしくみ（三省堂、2007年）
- シャドーイングと音読：英語トレーニング（コスモピア、2007年）
- 日本人英語学習者の英単語親密度＜音声編＞（くろしお出版、2009年）
- 英語リーデイング指導ハンドブック（大修館書店、2010年）
- SLA研究入門：第二言語の処理・習得研究のすすめ方 （くろしお出版、2010年）
- シャドーイング・音読と英語習得の科学：インプットからアウトプットへ（コスモピア、2012年）
- 話せる！英語シャドーイング（コスモピア、2012年）
- 英語音読指導ハンドブック（大修館書店、2012年）
- 英単語運用力判定ソフトを使った語彙指導（大修館書店、2014年）
- 決定版　英語エッセイライティング《増補改訂版》（コスモピア、2014年）
- 英語上達12のポイント（コスモピア、2014年）
- シャドーイング・音読と英語コミュニケーションの科学（コスモピア、2015年）
- 英語スピーキング指導ハンドブック（大修館書店、2016年）
- 決定版　英語シャドーイング《改訂新版》（コスモピア、2017年）
- 外国語を話せるようになるしくみ：シャドーイングが言語習得を促進するメカニズム（SBクリエイティブ、2018年）
- 英語リスニング指尋ハンドブック（大修館書店、2018年）
- Shadowing as a Practice in Second Language Acquisition: Connecting Inputs and Outputs（Routledge、2019年）
- 音読で外国語が話せるようになる科学：科学的に正しい音読トレーニングの理論と実践（SBクリエイティブ、2020年）
- 英語はリーディングだ：英語の総合力を伸ばす読み方（南雲堂、2020年）
- フォーミュラと外国語学習・教育：定型表現研究入門（くろしお出版、2020年）
- 英語リーディングの認知科学：文字学習と多読の効果をさぐる（くろしお出版、2021年）
- 言語学者と考えた中学英語が1番身につく本（学研、2022年）
- 英語学習の科学（研究社、2022年）

その他、論文、雑誌記事など多数。